# Tschengene Skele (Bucht)
Tschengene Skele (auch Chengene Skele, bulgarisch Ченгене скеле) oder Ziganski saliw (bulgarisch Цигански залив) ist eine Bucht des westlichen Schwarzen Meeres im Golf von Burgas, ca. 8 Kilometer südlich des Stadtzentrums der bulgarischen Hafenstadt Burgas. Teile der Bucht wurden 1995 zum Naturschutzgebiet Tschengene Skele erklärt.
In der Bucht befinden sich mit Kraimorie ein Stadtviertel von Burgas, der Ölhafen von Burgas und eine Fischersiedlung.

## Name
Der Name nach der Bucht leitet sich aus dem türkischen Cingene Skela her, was auf Deutsch übersetzt Zigeuner-Hafen bedeutet. Der weitere bulgarische Name Ziganski saliw ist lediglich eine Abwandlung und bedeutet Zigeuner-Bucht. Dieser Name geht auf Siedlung der Roma in der osmanischen Zeit in dieser Gegend zurück. Die Siedlung ist seit dem 16. Jahrhundert nachweisbar und 1784 als „Stadt“ bezeichnet. Während die Siedlung nur in den Wintermonaten entstand, befanden sich in der Bucht bis in den 1900er Jahren die Quarantänestation von Burgas, ein kleiner Hafen und mehrere Kneipen. Nach 1910 siedelten sich die Roma auf der Nehrung Kumluka im heutigen Stadtviertel Pobeda nieder.